# 阿基師
鄭衍基（1954年8月25日—），臺灣廚師、出身自彰化縣，通稱舊名阿給師，更名為阿基師。曾任中華民國國宴主廚，並以長年主持台灣電視烹飪節目及出版教學著作聞名：2011年以《型男大主廚》獲得第46屆電視金鐘獎最佳綜合節目主持人獎。2014年再度以《型男大主廚》提名入圍電視金鐘獎最佳綜合節目主持人獎。現為福容大飯店行政總主廚。

## 生平
鄭衍基出生於中華民國臺灣彰化縣二水鄉。父親籍貫福建省福州市，母親籍貫臺灣。 妻子：吳晶招。
15歲國民中學甫畢，即進廚房開始不支薪的工作，10年後當上主廚，歷各知名飯店主廚，獲獎頗多。 專長粵菜、台菜。

## 爭議

### 「問題油事件」
2014年10月9日，福容飯店陷入正義油品風波中，擔任行政總主廚阿基師9日上午10點召開記者會，阿基師哽咽道歉　痛批頂新「你為什麼這樣做？」
使用問題油阿基師道歉-籲頂新魏董出面

劣油殃福容 阿基師要頂新交代

快訊／頂新再出包就不客氣？　阿基師：我已經得罪了！

### 「摩鐵事件」風波
2014年12月10日，壹週刊報導阿基師戴安全帽私會熟女上摩鐵，被經紀公司和本人在臉書否認有更進一步的關係。2014年12月10日，阿基師開記者會說明引發熱議。

#### 退出媒體
2014年12月12日，阿基師在專訪中表示，接下來可能會退出媒體，回歸廚師本業；但阿基師經紀人小林嚴正否認，三立電視副總經理張正芬也說確定沒有這件事，一切都是子虛烏有。

#### 事件金句
- 「車子她開的～我上了她的車～就～咻的滑進摩鐵了。」
- 「跟她嘴對嘴的同時，我只是接招而已，就嘴巴啵一下而已，裡面舌頭沒有喇來喇去。」
- 「嘴對嘴也還好啦，我的客人常常跟我嘴對嘴，這是我的國際禮儀。」
- 「她家境不好，我去摩鐵援助一下失學少女，人之常情。」
- 「我們清清白白，鐵門拉下來蓋棉被純聊天而已。」
- 「臉頰過來了，嘴巴過來了，我嘴巴麻掉，只能接招滿足她。」
- 「如果我有進一步的肌膚之親，哪會只有39分。」
- 「不是外遇，而是巧遇。」
- 「我老婆女兒都支持我，老婆不會難過。不能講默許，因為她是農家村女，包容度比較高一點。」
- 「熟女簡訊親暱喊『Dear老公，我不會跟那個老太婆計較』，把自己當成老二。」

## 得獎紀錄
- 1981年 國際中餐烹調大賽金牌獎
- 1986年 行政院推廣梅花餐大賽金梅花獎
- 1987年 亞太地區烹飪大賽海鮮熱炒冠軍、切雕季軍
- 1987年 味全金廚獎熱食組金牌獎
- 1989年 觀光節蔬果雕刻比賽佳作
- 1993年 中國國際烹調大賽金牌獎
- 1995年 中華美食展薪傳獎
- 榮獲多倫多佐治勃朗餐飲學院最高榮譽廚師獎
- 2011年 第46屆金鐘獎 綜合節目主持人獎

## 著作
| 年份           | 書名                                                       |
| -------------- | ---------------------------------------------------------- |
| 1993年7月15日  | 《廣東名菜》                                               |
| 1993年9月15日  | 《蔬果切雕與盤飾》                                         |
| 1994年1月15日  | 《家庭精緻套餐》                                           |
| 1995年2月15日  | 《台灣地方小吃》                                           |
| 1995年9月15日  | 《中國地方家常菜》                                         |
| 1996年5月1日   | 《開胃小菜》                                               |
| 1996年6月15日  | 《家常健康素食》                                           |
| 1997年5月15日  | 《臺菜與健康粥》                                           |
| 1997年1月15日  | 《家庭廣東菜套餐》（台視文化）                             |
| 1997年7月15日  | 《百味蔬菜：一○○種蔬菜．一○○道好菜》                       |
| 1997年9月1日   | 《大廚師家庭料理－家常菜》                                 |
| 1998年8月31日  | 《海中鮮》                                                 |
| 1998年9月21日  | 《鮮果變奏曲－春夏MENU》                                   |
| 1998年10月31日 | 《鮮果變奏曲－秋冬MENU》                                   |
| 1998年12月27日 | 《私房麵》                                                 |
| 1999年7月5日   | 《四季素食料理》                                           |
| 2000年11月30日 | 《好粥到》                                                 |
| 2000年1月10日  | (繁體版)《煲仔菜》（台視文化）                             |
| 2001年3月1日   | (簡體版)《广东菜家庭套餐》（中国轻工业出版社）（简体中文） |
| 2001年3月12日  | 《跟著大廚輕鬆學做菜》                                     |
| 2002年2月1日   | (簡體版)《煲仔菜》（辽宁科学技术）（简体中文）             |

| 年份           | 書名                                                                                                   |
| -------------- | --- |
| 2004年9月27日  | 《名師講堂家常小菜：60道小菜輕鬆做，開胃菜色160變》 （美食節目「食全食美」及「美鳳有約」常駐教學示範） |
| 2005年1月31日  | 《阿基師燒「酒」菜》                                                                                   |
| 2006年2月5日   | 《台灣大廚 鄭衍基》（精裝本）、（2012-08-10，平裝）                                                    |
| 2006年2月15日  | 《美食鳳味：阿基師偷呷步》（附DVD）                                                                    |
| 2006年10月25日 | 《阿基師呷水水有撇步》 （隨書阿基師綺麗美食秀教學VCD）                                                 |
| 2006年11月9日  | 《美食鳳味：阿基師偷呷步2》 （附「120分鐘精華內容DVD」）                                               |
| 2006年11月15日 | 《食全食美六大名廚烹飪教學》 VCD （DVD，國賓飯店廣東廳主廚鄭衍基）                                     |
| 2007年12月7日  | 《美食鳳味 阿基師59元出好菜》 （書附「120分鐘料理DVD」＆「如何開一家熱炒店的創業秘笈」別冊）           |
| 2008年6月10日  | 《美食鳳味 阿基師偷呷步3》（附DVD）                                                                    |
| 2009年5月1日   | 《樂在廚中》                                                                                           |
| 2012年5月10日  | 《阿基師家常菜的偷吃步》                                                                               |
| 2012年6月25日  | 《美食鳳味：阿基師偷呷步1+2限量套書》（附DVD）                                                         |
| 2012年8月10日  | 《台灣大廚 鄭衍基》 (平):（鄭衍基/著，錢嘉琪/文字構成，賽尚圖文/出版，繁體中文）                       |
| 2013年3月25日  | 《逆‧進 阿基師》                                                                                       |
| 2013年12月25日 | 《阿基師古早味偷吃步》                                                                                 |
| 2016年11月30日 | 《阿基師做菜的第一步:搞懂食材個性》 （鄭衍基/著，庫立馬媒體科技/出版，繁體中文）                       |

合著
| 年份          | 書名                                                                                     | 作者                                            | 出版社                 |
| ------------- | ---------------------------------------------------------------------------------------- | ----------------------------------------------- | ---------------------- |
| 2002年10月7日 | 《這麼吃，就能養出資優生：讓你的孩子變高變聰明的38種吃法》                               | 鄭衍基、黃建榮 著                               | 書樂園出版（繁體中文） |
| 2002年10月7日 | 《这麽吃，就能养出资优生》                                                               | 鄭衍基、黃建榮 著                               | 百家出版（简体中文）   |
| 2005年9月12日 | 《廚神@家常海料理--100道一學就會的海鮮料理》                                             | 鄭衍基、施建發、張和錦 著                       |                        |
| 2007年1月20日 | 《食全食美-年菜篇》VCD （DVD，鄭衍基等三大名廚烹飪教學，天官賀喜迎珍饌、辭歲呈祥來年好） |                                                 |                        |
| 2007年2月13日 | 《型男大主廚》 （有省錢料理，詹姆士、阿基師，隨附DVD）                                   |                                                 |                        |
| 2009年1月10日 | 《型男大主廚2》 （指定菜＆微波爐出好菜，阿基師詹姆士，隨附DVD）                          |                                                 |                        |
| 2010年2月1日  | 美食鳳味 《阿基師59元出好菜２：全家健康呷好味》                                          |                                                 |                        |
| 2011年8月15日 | 《型男大主廚3》 （五週年豪華旗艦版，阿基師詹姆士嚴選料理，附光碟）                       |                                                 |                        |
| 2011年1月15日 | 《四大名廚辦桌菜：讓你輕鬆請客不漏氣》                                                   | 鄭衍基、鄭堅克、郭主義、吳秉承                  |                        |
| 2012年8月30日 | 《型男大主廚4》（附光碟）                                                                | 鄭衍基、鄭堅克、郭主義、吳秉承；三立電視台/合著 |                        |
| 2013年4月30日 | 《99元煮一餐》                                                                           | 鄭衍基、吳秉承                                  |                        |

## 廣告代言
- 2006年「義廚寶」廚房鍋具代言人
- 2007年 桂格「十錦珍榖」代言人
- 2007年 萬家香「白醋、烏醋」代言人
- 2007年 牛頭牌「沙茶醬」代言人
- 2008年 桂格 得意的一天「五珍寶」食用油代言人
- 2009年 黑人 抗敏感牙膏代言人
- 2009年 萬家香「大吟釀」、「鰹魚露」代言人
- 2010年 台糖「蜆精」代言人
- 2010年 桂格得意的一天醬油系列 代言人
- 2010年 桂格得意的一天五珍寶調和油代言人
- 2010年 福樂「北海道限量100%特級鮮乳」代言人
- 2012年 法鼓山「心六倫」代言人
- 2012年 天味料理米酒代言人
- 2012年 好帝一（牛頭牌）紅蔥肉燥產品[16][17]
- 2012年 五月花家用廚房紙巾 代言人
- 2013年 ＯＰ茶酚清潔產品
- 2015年 鬼椒麻辣乾拌麵產品

## 外部連結
- 鄭衍基(阿基師)的Facebook專頁